# Storgrönnan
Storgrönnan is een zandbank in de Lule-archipel. De zandbank ligt 1400 meter ten zuidoosten van Brändöskär en heeft geen oeververbinding. Storgrönnan is onbebouwd. Het ligt in de open zee van de Botnische Golf aan de buitenkant van de archipel.
De Lule-archipel ligt in het noorden van de Botnische Golf en hoort bij Zweden.